# Unni Brekke
Unni Brekke Widenfalk, född 1951 i Oslo, är en norsk-svensk keramiker och pedagog.
Brekke studerade vid den Kongelige tegneskolen i Köpenhamn 1977-1981 och skulptur vid Konstakademien i Oslo. 
Bland hennes offentliga arbeten märks skulpturen över Agneta Andersson i Karlskoga, Vandraren, Skvadern och Samspelet i Sundsvall, en bronsrelief över Karl Östman i Sundsvall och Konst och musik i Orrholmsgaraget Karlstad.
Hennes verk består ofta av hästar och porträtt i olika material.
Brekke är representerad i Statens Kunstakademi i Oslo, Västernorrlands läns landsting, Ånge kommun, Sundsvalls museum Göteborgs stads konstsamlingar, Statens Konstråd, Nordtrøndelag Fylkesgalleri och Karlstad kommun.
Vid sidan av sitt eget skapande undervisar hon i skulptur vid Ålsta folkhögskola.